# Larinia ambo
Larinia ambo là một loài nhện trong họ Araneidae.
Loài này thuộc chi Larinia. Larinia ambo được miêu tả năm 1991 bởi Harrod, Levi & Leibensperger.